# 迪乌 (安德尔省)
迪乌（法語：Diou，法語發音：[dju]），法国中部市镇，位于中央-卢瓦尔河谷大区安德尔省，隶属于伊苏丹区，其市镇面积为16.39平方公里，2022年1月1日时人口数量为259人，在法国城市中排名第23,252位。
迪乌位于安德尔省东北部，泰奥勒河左岸，隔河与谢尔省相望，多条公路在此交汇。

## 地名来源
“Diou”一名的来源及含义尚有待考证。法国阿列省境内有同名市镇。

## 历史
迪乌的早期历史尚不清楚，该地历史上长期为贝里地区的一处普通农业聚落。法国大革命后，迪乌成为安德尔省的一个市镇。工业革命期间，途经迪乌的莱索布赖—蒙托邦铁路建成通车，原有的迪乌火车站在二战后关闭。

## 地理

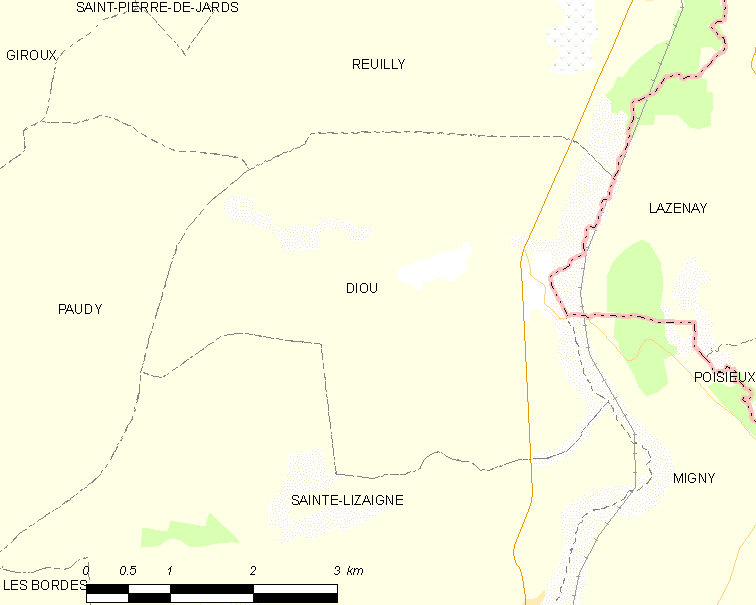
迪乌市镇范围地图

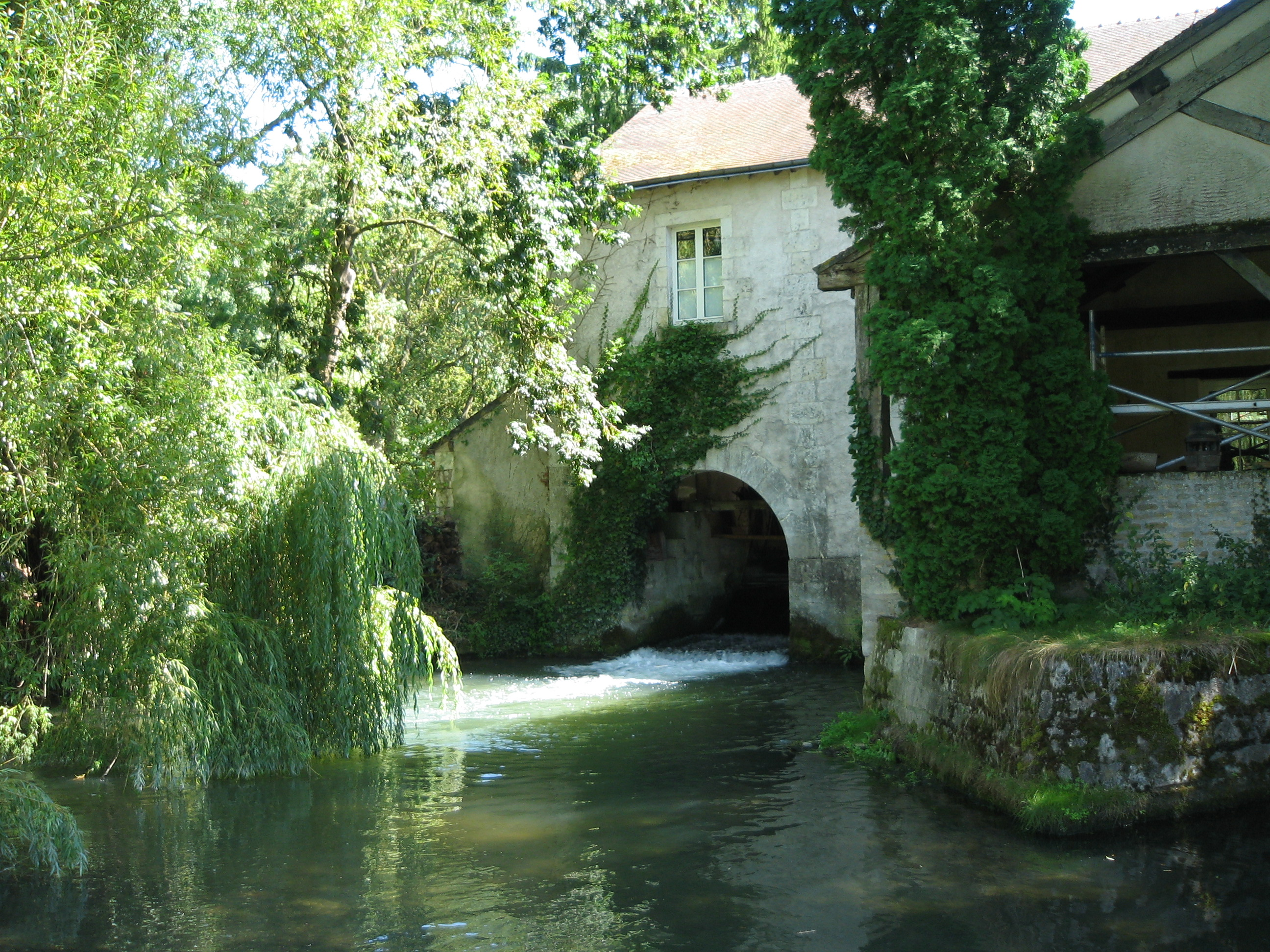
泰奥勒河畔的磨坊

迪乌位于法国中部，中央-卢瓦尔河谷大区南部和安德尔省东北部，其东北侧与谢尔省相邻，距离省会沙托鲁大约41公里。与迪乌接壤的市镇包括：拉兹奈、波迪、米尼、勒伊和圣利宰涅。

### 地形
迪乌位于贝里地区腹地，境内以平原和缓丘为主，市镇中心地势较为平坦，整体地势自东向西略有抬升，全境海拔在112到176米之间。

### 水文
迪乌位于卢瓦尔河流域范围内，泰奥勒河自南向北流经市镇东界，此外市镇东南部有一处水塘。

### 植被
迪乌属于温带阔叶混交林区，林地多分布于河流附近及坡地地带，市区东南部的水塘附近被开辟为绿地公园。
在鲜花城市的评比中，迪乌被评为2星级鲜花城市。

### 气候
迪乌在柯本气候分类法中属于温带海洋性气候（Cfb）。

## 行政区划
迪乌的市镇编号为36065，邮政编号为36260。
在行政管理方面，迪乌隶属于法国中央-卢瓦尔河谷大区安德尔省伊苏丹区；在地方选举方面，迪乌隶属于勒夫鲁县，其市镇范围全境被划入安德尔省第二选区；在社会管理方面，迪乌是伊苏丹地区市镇公共社区的组成部分。
截至2024年10月，迪乌市镇范围内暂无任何城市敏感街区及城市政策优先街区。
法国国家统计与经济研究所（简称“INSEE”）在进行数据统计时，未将迪乌划入任何城市核心区（Unité urbaine）及城市区（Aire urbaine）。自2020年起，迪乌被划入包含20个市镇的伊苏丹城市辐射区。此外，INSEE还将迪乌市镇整体看作一个“块区”（IRIS），以便于统计人口分布情况。

## 交通

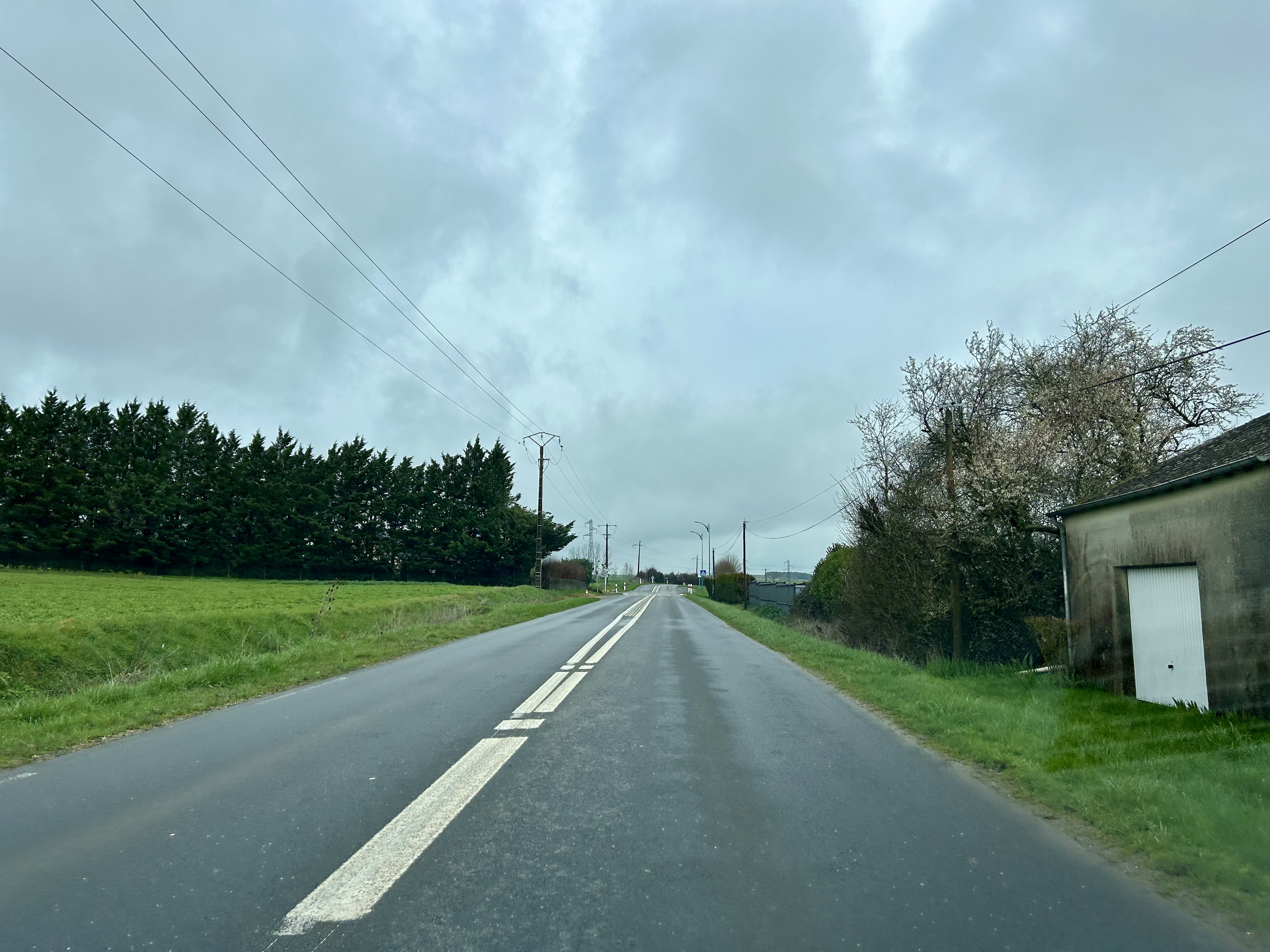
途经迪乌的省道D918线

### 公路
安德尔省省道D2线、D65线和D918线在迪乌境内交汇。中央-卢瓦尔河谷大区城际客运（商业名称为“Rémi”）下属的城际客运U线经停迪乌，可通往维耶尔宗、勒伊、伊苏丹等地。
2021年，71.4%的迪乌家庭拥有至少一辆私人汽车。2020年，迪乌境内共发生各类交通事故1起，造成1人重伤。
| 8 | 16 |

| 7 | 34 |

| 沙托鲁 | 41 |

| 圣利宰涅 | 4.6 |

| 勒伊 | 5.5 |

| 瓦唐 | 19 |

| 阿尔农河畔圣乔治 | 8.5 |

| 米尼 | 4.5 |

### 铁路
莱索布赖—蒙托邦铁路经过迪乌市镇范围东部，原有的迪乌火车站已关闭。
迪乌距离勒伊站大约5.7公里，该站停靠往返于奥尔良和克勒兹河畔阿让通一线的区域列车，部分班次可直通利摩日。

### 航空
迪乌距离沙托鲁机场的公路里程大约41公里。

### 城市公共交通
迪乌是伊苏丹城市公共交通（商业名称为“TIGR”）的服务范围。截至2024年10月，该系统共包括一条市区线路和三条郊区线路，其中郊区2路经过迪乌市区。

## 政治

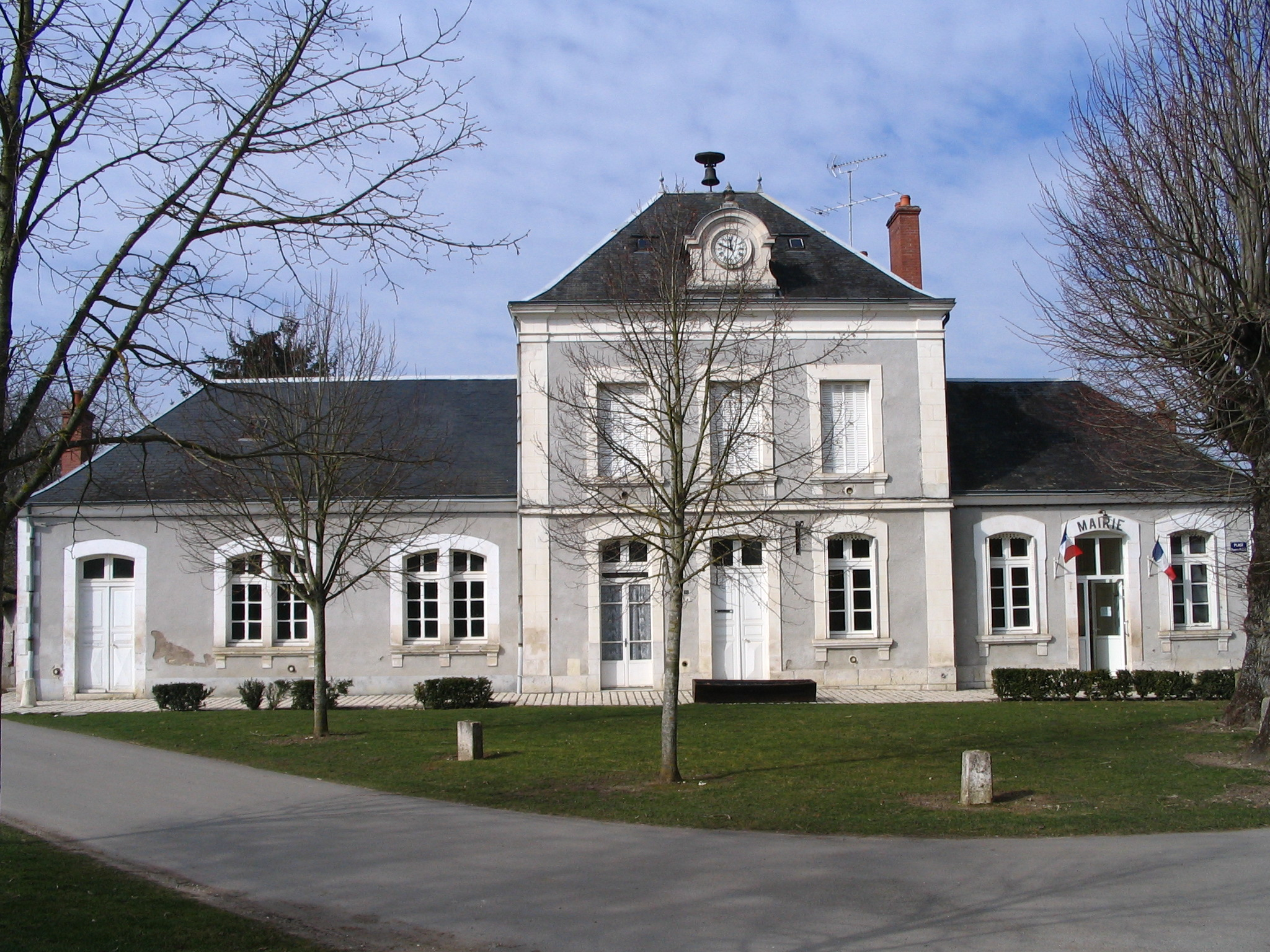
迪乌市政厅

迪乌的现任市长为茜尔维·朗西女士（Sylvie RANCY），她是一名右翼无党派人士，在2020年的市政选举中获得了71.25%的支持率。
在2022年的法国总统大选的第二轮选举中，法国极右翼政党国民阵线主席玛丽娜·勒庞在迪乌获得了53.06%的支持率。

## 人口
2021年，迪乌市镇人口数量为262，在法国排名第23,252位。其中男性136人，女性126人，75岁及以上人口占10.0%，外籍人口数量为2人，人口密度为16人/平方公里，当地居民被称为（男性）或（女性）。2022年，迪乌境内出生3人，死亡人口1人。
| 迪乌1901年－2021年人口变化情况 |
|                                |
| 数据来源：Cassini、INSEE       |

## 经济
2023年，迪乌市镇范围内共有各类用人单位（包含自雇）57家，比上一年新增两家。

## 财政与居民收入
2022年，迪乌的财政收入总额为224,960欧元，财政支出总额为223,860欧元，当年的债务总额为52,730欧元。2022年，迪乌市镇通过增值税获得1,520欧元的收入，此外当地还共获得了12,490欧元的国家直接财政补助。
| 迪乌居民收入情况                                 | 迪乌居民收入情况 | 迪乌居民收入情况      | 迪乌居民收入情况 |
| 内容                                             | 迪乌             | 法国                  | 统计年份         |
| ------------------------------------------------ | ---------------- | --------------------- | ---------------- |
| 征税家庭总数                                     | 116              | 1,081（法国市镇平均） | 2022年           |
| 居民平均月收入                                   | 2,394欧元        | 2,435欧元             | 2022年           |
| 高级职员人均月收入                               | 不详             | 4,331欧元             | 2021年           |
| 中级职员人均月收入                               | 不详             | 2,470欧元             | 2021年           |
| 普通职员人均月收入                               | 不详             | 1,801欧元             | 2021年           |
| 贫困率                                           | 不详             | 14.5%                 | 2020年           |
| 青壮年（15至64岁）失业率                         | 12.1%            | 7.4%                  | 2020年           |
| 征税家庭数量占比                                 | 40.7%            | 45.5%                 | 2020年           |
| 家庭年均纳税                                     | 15,610欧元       | 4,393欧元             | 2022年           |
| 资料来源：INSEE、L'Internaute、Le Journal du Net |                  |                       |                  |

## 社会事务

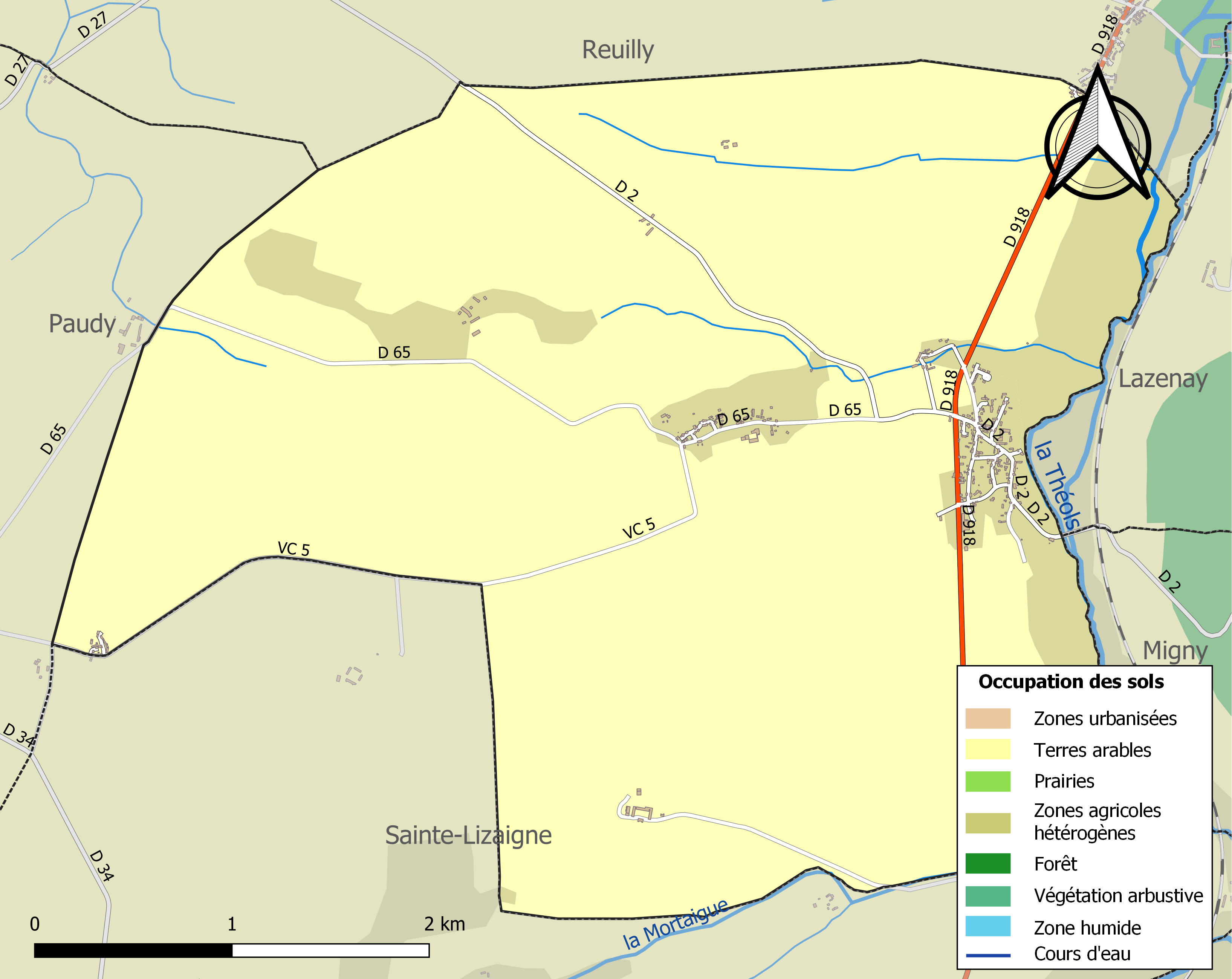
迪乌土地利用情况地图

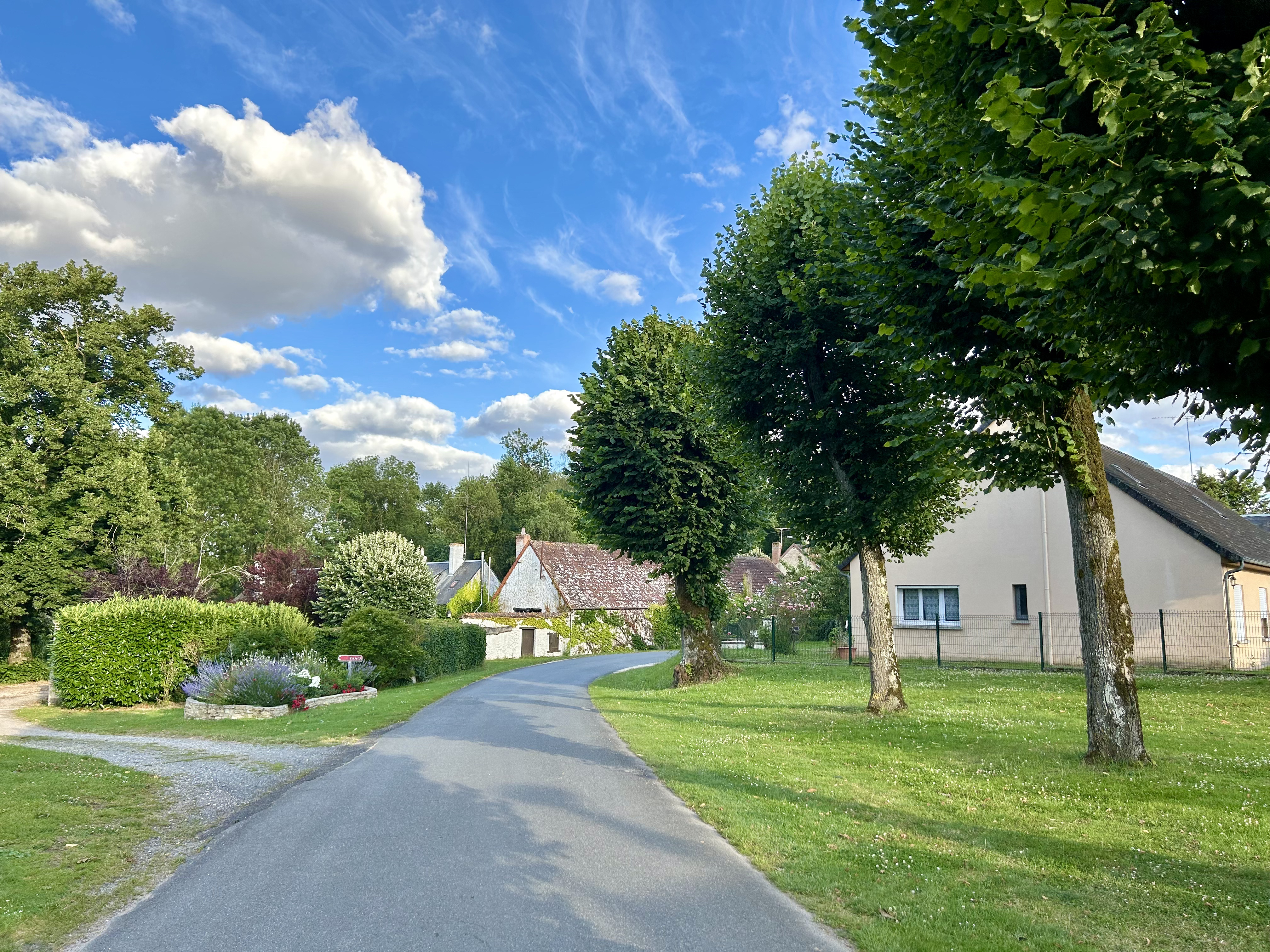
迪乌镇中心的勒盖道

### 教育
迪乌属于奥尔良-图尔学区。截至2021年1月1日，迪乌境内暂无任何教育机构。

### 医疗
截至2023年1月1日，迪乌境内暂无任何医疗机构及相关从业人员。
距离迪乌最近的区域性医疗机构为伊苏丹中心医院（Centre Hospitalier d'Issoudun），其主病区白塔医院（Hôpital de la Tour Blanche）位于伊苏丹市区，距离迪乌市区的正常车程大约13分钟，该院设有床位413个。

### 住房
2021年，迪乌境内共有各类住房161套，其中96.9%为独立式住宅，1.2%为集中式住宅。常住房屋占迪乌市镇范围内居民建筑总量的76.4%。
在住房保障政策方面，2023年，迪乌境内共有40户家庭获得了家庭津贴补助，受益人数占总人口数量的15.3%。

### 商业
2021年，迪乌境内共有各类实体商铺5家，其中餐厅1家、书店1家、汽车维修店1家。

### 体育
2023年，迪乌境内共有1处网球场。
截至2024年10月，迪乌境内暂无任何注册足球俱乐部。

### 环境
迪乌的环境事务由其所属的伊苏丹地区市镇公共社区联合各级政府协调负责。2021年，迪乌境内暂无污染企业。

### 治安
迪乌及其附近的共71个市镇是伊苏丹国家宪兵队（zone gendarmerie d'Issoudun）的管辖范围。2020年，该宪兵队累计记录各类案件1,473起，其中盗窃类案件746起，经济类案件220起，毒品交易类案件37起。

## 文化

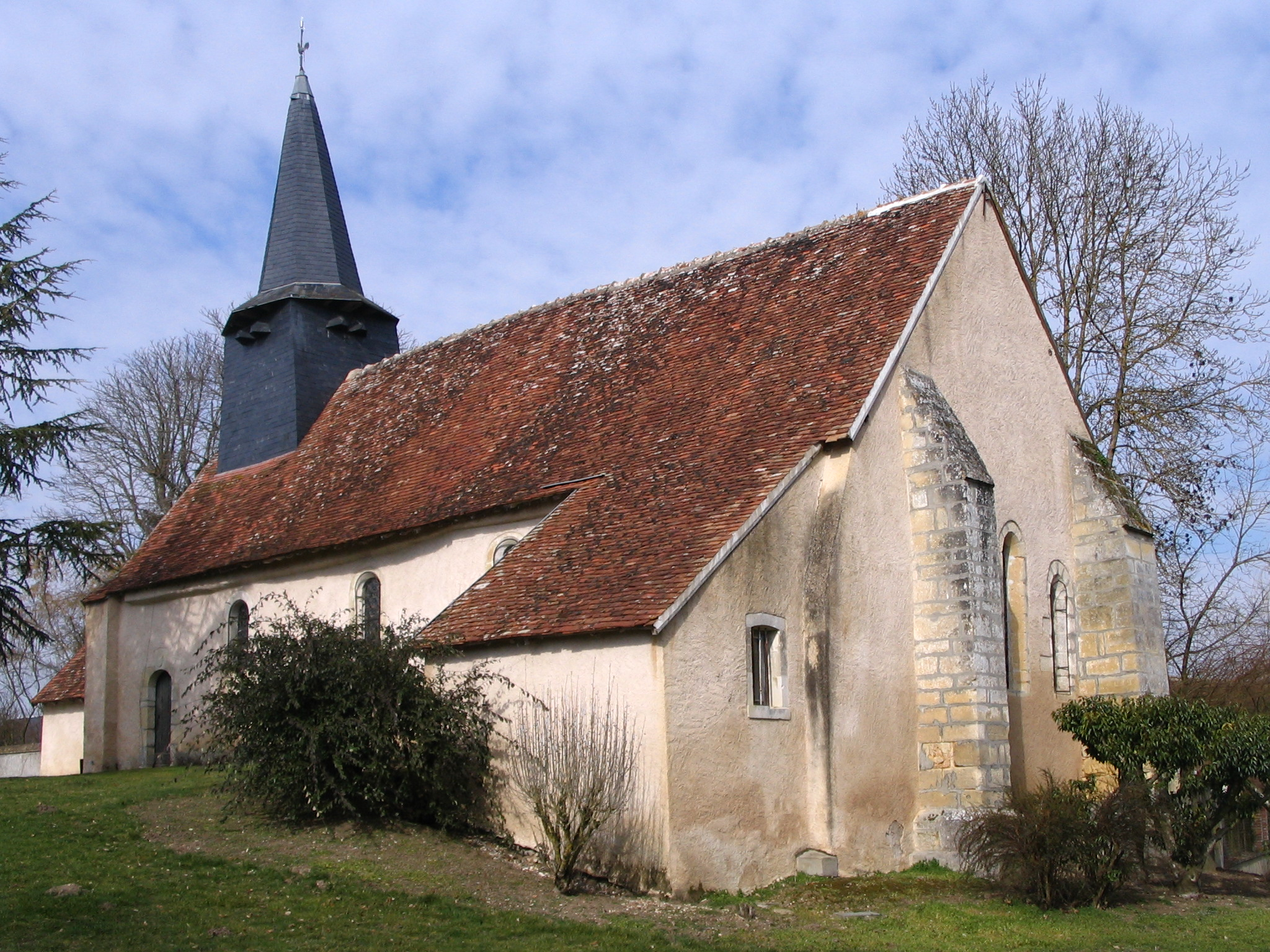
圣克莱芒教堂

2021年，迪乌境内暂无任何文化设施。

### 建筑
迪乌境内有多处历史建筑，其中镇中心的圣克莱芒教堂（Église Saint-Clément）是当地的地标性建筑物。

### 旅游
迪乌的旅游事务由其所属的伊苏丹地区市镇公共社区联合各级政府协调负责。2024年，迪乌境内暂无任何游客接待设施。

### 媒体
法国主要的媒体均可在迪乌接收，法国电视三台下属的中央-卢瓦尔河谷大区频道在部分时段播出迪乌所在安德尔省的地方新闻。《中西部新共和国报》、蓝色法兰西贝里广播、伊苏丹贝里第一电视台等是当地主要的地方性媒体。

## 友好城市
截至2024年10月，迪乌暂未建立任何友好城市关系。